# Rachispoda caudatula
Rachispoda caudatula är en tvåvingeart som beskrevs av Rohacek 2001. Rachispoda caudatula ingår i släktet Rachispoda och familjen hoppflugor.
Artens utbredningsområde är Italien. Inga underarter finns listade i Catalogue of Life.